# Renatus Scheibe
Renatus Arnfried Scheibe (* 11. Januar 1965 in Kenzingen/Breisgau; † 27. Juli 2023 in Meiningen) war ein deutscher Schauspieler und Autor/Komponist für Bühnen- und Theatermusiken.

## Theater
Nach seiner Ausbildung von 1984 bis 1986 am Mozarteum / Hochschule für Musik und darstellende Kunst in Salzburg/Österreich und 1987 bis 1989 an der Schauspielschule Bochum hatte Renatus Scheibe Engagements an folgenden Theatern: Schauspielhaus Bochum, Württembergische Landesbühne Esslingen, Staatstheater Braunschweig und Theater Ulm. Seit 2006 stand er auf der Bühne am Meininger Theater. Seit 2008 war er aktives Mitglied des Künstlernetzwerkes Die-Meininger.de. Scheibe spielte in zahlreichen Rollen von der klassischen Theaterliteratur bis hin zur Moderne und trat unter anderem in Stücken von Moliere, Schiller, Goethe, Lessing, Kleist, Shakespeare, Brecht, Büchner, Tschechow, Strindberg, Ibsen, Tabori, Beckett u. v. a. auf. Im Laufe seiner Karriere als Theaterschauspieler traf Scheibe mit renommierten Schauspielern, Dramatikern, Theaterregisseuren und Musikern des deutschen Sprachraumes zusammen, so unter anderem mit Beat Fäh, Gotthart Kuppel, Friedo Solter, Karl Kranzkowski, Francis Fulton-Smith, Thomas Goritzki, Dominique Horwitz, Adriana Altaras, Matthias Brenner, Matthias Kniesbeck, Robert Giggenbach, Roland Schimmelpfennig, Martin Heckmanns, Herbert Meier, Robert Walser, Philippe Jordan, Sigi Schwab.

## Musik
Seit 1997 arbeitete er als freischaffender Komponist und Autor für Bühnenmusik unter anderem an folgenden deutschen Theatern: Staatstheater Braunschweig, Theater Ulm, Kleist-Theater Frankfurt (Oder), Theater Chemnitz sowie Theater der Altmark, Stendal.
Aus seiner Feder stammen sowohl Ballettmusiken, Kabarettsongs und Musiken zu Schauspiel- und Kindertheaterstücken, als auch zu anderen theaterverwandten Genres, die Scheibe größtenteils als computergestütztes Ein-Mann-Orchester produzierte.
Während seiner schauspielerischen Laufbahn lernte Renatus Scheibe den österreichischen Schauspieler, Regisseur und Dramatiker Albert Frank kennen, mit dem er einige Jahre gemeinsam auf der Bühne stand. Für dessen Werke erarbeitete Renatus Scheibe mehrere Musiken, unter anderem für die Stücke Der Präsident und die Bühnen- & Hörspielfassung von Blauensteiner. Beide verband eine langjährige Freundschaft und die Neigung zu absurdem und bisweilen schwarzen Humor.
So treten beispielsweise in dem Stück Der Präsident (Uraufführung: 5. November 1999, Kleist Theater Frankfurt/Oder, Regie: Albert Frank) alle Figuren im Laufe des Theaterabends für ein Chanson im Stil einer Kabarettdarstellung aus der Bühnensituation heraus und offenbaren ihr wahres und vor den anderen Figuren verborgenes Ich: Im Banana-Blues zeigt sich die Hauptfigur Kommissarin Ullrich als extrem angstbeladen gegenüber genmanipulierten Bananen, in der Tauben-Polka outed sich einer ihrer Kollegen als Taubenhasser und -mörder, im Fußball-Walzer schwelgt ein Erpresser in Allmachtsphantasien über den DFB und im Stromausfall-Choral schließlich verwandeln sich „knallharte Ermittler“ in verängstigte Individuen, sobald sie sich im Dunkel eines Stromausfalles der Unterwelt hilflos ausgeliefert wähnen. Auch die Musik zu Blauensteiner weist mit gezielt künstlichen, verzerrten und verstimmten Klänge absurde Züge auf, spielt mit thematisch mit dem Stückinhalt verbundenen Geräuschfetzen und Klangfragmenten oder zitiert in einem Musikstück namens Mutanten-Stadel Volksmusik-Motive und bewegt sich dabei nahe an musikalischem Trash.